# Lonepine
Lonepine é uma Região censo-designada localizada no estado americano de Montana, no Condado de Sanders.

## Demografia
Segundo o censo americano de 2000, a sua população era de 137 habitantes.

## Geografia
De acordo com o United States Census Bureau tem uma área de
35,9 km², dos quais 35,3 km² cobertos por terra e 0,6 km² cobertos por água. Lonepine localiza-se a aproximadamente 872 m acima do nível do mar.

## Localidades na vizinhança
O diagrama seguinte representa as localidades num raio de 32 km ao redor de Lonepine.